# Hiroko Tanabe
Hiroko Tanabe (田邉広子?, Tanabe Hiroko; Aichi, 4 ottobre 1966) è un'ex cestista giapponese.

## Carriera
Con il Giappone ha disputato i Campionati mondiali del 1990.